# Abharella
Abharella là một chi bọ ba thùy thuộc họ Anomocaridae. Chi này được mô tả dựa trên mẫu vật được thu thập từ dãy núi Alborz ở Iran, cũng như ở Pháp và có thể ở Thổ Nhĩ Kỳ.